# Dietfurt in Mittelfranken

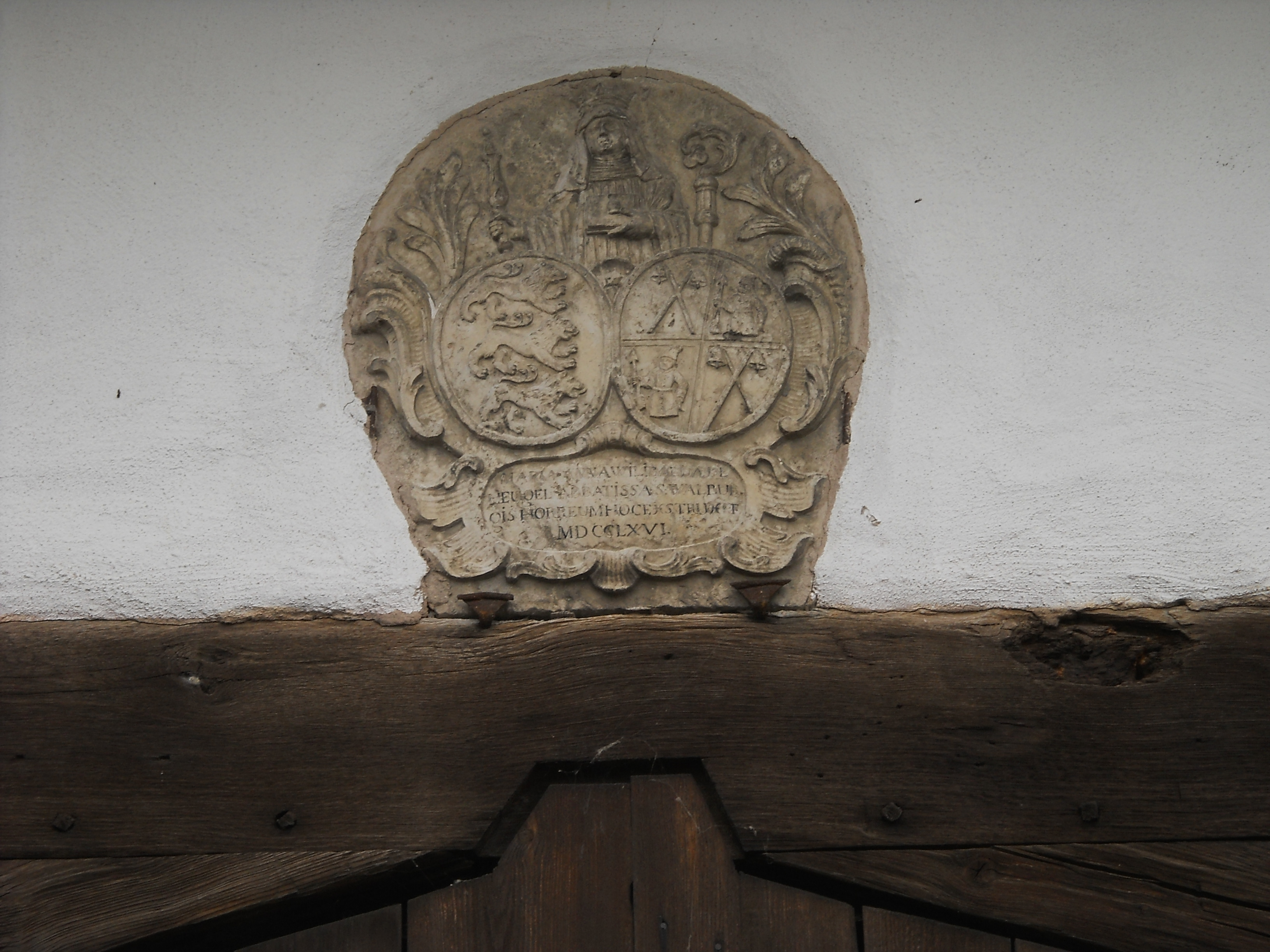
Wappen des Klosters St. Walburg zu Eichstätt am Zehentstadel zu Dietfurt

Dietfurt in Mittelfranken (amtlich Dietfurt i.MFr.) ist ein Gemeindeteil der Stadt Treuchtlingen im Landkreis Weißenburg-Gunzenhausen (Mittelfranken, Bayern). Die Gemarkung Dietfurt in Mittelfranken hat eine Fläche von 6,407 km². Sie ist in 653 Flurstücke aufgeteilt, die eine durchschnittliche Flurstücksfläche von 9811,02 m² haben. In ihr liegt neben dem namensgebenden Ort der Gemeindeteil Bergnershof.

## Lage, Verkehr
Das Pfarrdorf Dietfurt in Mittelfranken liegt beidseits der Altmühl in der Weißenburger Alb, einem Höhenzug der Fränkischen Alb, zwischen Treuchtlingen flussaufwärts im Nordwesten, dem Treuchtlinger Gemeindeteil Schambach im Schambachtal im Nordosten und Pappenheim flussabwärts im Ostsüdosten. Die zuletzt von Norden kommende Schambach mündet gegenüber dem alten Ortskern von links in die Altmühl, der vom Süden kommende Hungerbach wenig unterhalb des Orts. Über dem kleineren Siedlungsteil Dietfurts links der Altmühl liegt auch noch die Einöde Bergnershof in der Ortsgemarkung.
Durch den Ort führt die Bundesstraße 2 auf der Achse der zwei erwähnten Nebentäler. Wenig südlich von Dietfurt kreuzt sie die Staatsstraße 2230, welche wie die parallele, ebenfalls das Pfarrdorf nur passierende Bahnstrecke München–Treuchtlingen durchs Altmühltal verläuft. Die Oberdorfstraße verbindet Dietfurt mit Treuchtlingen. Im Siedlungsbereich unterquert der Altmühltalradweg die Bundesstraße.

## Geschichte
In der Dietfurter Flur wurden römische Funde gemacht. Im 18. Jahrhundert soll eine Gräfin von Pappenheim römische Ruinen ausgegraben haben; da sie nicht den erhofften Schatz fand, wurden diese wieder verfüllt. Südlich von Dietfurt stand eine römische Wegsäule.
Der Ort, im Gau Sualafeld gelegen, wurde erstmals 802 urkundlich erwähnt, als Reginswind, die Tochter des fränkischen Adeligen Germunt, ihre Besitzungen, darunter Güter in „Theotfurt“, dem Kloster St. Gallen übergab. König Ludwig das Kind tauschte diesen Besitz 902 ein. „Diet“ bedeutet eine unbestimmte Mehrheit von Leuten; der Ortsname bezeichnet also eine Siedlung an einer Furt (über die Altmühl), „die von allem Volk benutzt wurde.“ Vorgeschichtliche Straßen und Römerstraßen sind dort nachgewiesen. 895 wurde der Ort in einer Urkunde als „Diotfurt“ bezeichnet. 1035 übereignete der Edle Liutger von Lechsgemünd-Graisbach Güter unter anderem in Dietfurt dem Benediktinerinnenkloster St. Walburg in Eichstätt. 1044 schenkte König Heinrich III. seiner Gemahlin Agnes Güter zu „Dietwrtdi“ im Sualafeld. 1167 erwarb die Äbtissin Bertheradis des Klosters St. Walburg von Rudolf von Mammingen ein Lehen und die Nutzung auf ein Gut. Ob tatsächlich 1070 eine Kirche geweiht wurde, muss offenbleiben; jedenfalls weihte nachweislich Bischof Otto von Eichstätt zwischen 1183 und 1195 eine Kirche in „Dietuurt“. Vom Chorturm dieser Kirche sollen noch Reste im heutigen Turm stecken. Das Patronatsrecht über die Pfarrei besaß das Kloster Sankt Walburg, wie Papst Clemens III. 1190 bestätigte. 1261 inkorporierte der Bischof von Eichstätt Engelhard von Dolling die Pfarrei dem Kloster. St. Walburg stand der Getreidezehnt zu; die Zehentscheune von 1766 steht noch. 1295 schenkte das Kloster Wülzburg seinen Besitz zu „Dietfurtte“ dem Kloster St. Walburg. Zwar mehrte das Kloster im 14. Jahrhundert seinen Besitz in Dietfurt, aber Abgaben von mehreren anderen Höfen des Dorfes flossen nach Pappenheim zur dortigen Herrschaft der Marschälle. 1504 wurden eine Altmühl-„pruck“ und „-furt“ in Dietfurt erwähnt.
Vor 1555 wurde das Dorf infolge der Reformation durch seine Vögte, die Marschälle von Pappenheim, evangelisch. Im 17. Jahrhundert vereinten die Marschälle von Pappenheim Dietfurt und Schambach zu einer Doppelpfarrei; es kam zum Zuzug österreichischer Exulanten aus dem Enns-Gebiet, die den Ort nach den Schäden des Dreißigjährigen Krieges, in dessen Verlauf das Kloster St. Walburg Güter in Dietfurt einbüßte, wirtschaftlich neu belebten. Im 18. Jahrhundert wurde das Langhaus der Kirche neu erbaut und 1903 erweitert. Bis zum Ende des Alten Reiches waren von den circa 50 Einwohnerfamilien weiterhin eine Untertanenfamilie und zwei Höfe in Besitz des Klosters St. Walburg, darunter der Meierhof. Dem Kloster gehörten drei Fischwasser in Dietfurt.
1806 endeten die Preußenherrschaft und der klösterliche Besitz. Dietfurt kam zu Bayern und bildete zusammen mit der Einöde Bergnershof einen Steuerdistrikt im Untergericht Pappenheim des Rentamtes Weißenburg. 1808 wurde aus mehreren Dörfern ein neuer Steuerdistrikt Dietfurt gebildet. 1818 entstand daraus die Ruralgemeinde Dietfurt.
Bis 1853 bestand in Dietfurt eine wichtige Poststation an der Straße Augsburg–Nürnberg. 1875 wurde als amtliche Schreibweise „Dietfurt“ statt bis dahin „Dietfurth“ festgelegt, 1927 kam der Zusatz „i.Mfr.“ hinzu. Anlässlich der Gebietsreform in Bayern wurde Dietfurt in Mittelfranken am 1. Mai 1978 nach Treuchtlingen eingemeindet.

### Einwohnerentwicklung
- 1818: 377 Einwohner
- 1824: 365 Einwohner
- 1950: 508 Einwohner[23]

## Baudenkmäler
- Evangelisch-lutherische Pfarrkirche Johannes der Täufer mit Ausstattung des 18. Jahrhunderts
- Kriegerdenkmal an der Umfassungsmauer des Kirchplatzes, geschaffen vom Bildhauer Karl Hemmeter[10]

## Persönlichkeiten
- Johann Heinrich Zorn, Ornithologe, im 18. Jahrhundert Pfarrer von Dietfurt
- Richard Zäh (1947–2020), Kommunalpolitiker, Ehrenbürger, Bundesverdienstkreuzträger